# Moses Ugbusien
Moses Ugbusien   (11 de desembre de 1964) és un atleta nigerià, especialista en curses de velocitat, que va competir durant la dècada de 1980.
El 1984 va prendre part en els Jocs Olímpics d'Estiu de Los Angeles, on va guanyar la medalla de bronze en la prova dels 4x400 metres del programa d'atletisme. Formà equip amb Sunday Uti, Rotimi Peters i Innocent Egbunike. Quatre anys més tard, als Jocs de Seül, fou setè en els 4x400 metres.
En el seu palmarès també destaquen dues medalles de plata al Campionat d'Àfrica d'atletisme, el 1984 i 1985, una medalla d'or als Jocs Panafricans de 1987, sempre en els 4x400 metres, i una medalla de plata a les Universíades de 1987 en els 400 metres. El 1982 i 1985 es proclamà campió nacional dels 400 metres.

## Millors marques
- 400 metres llisos. 45.28" (1985)[3]